# Jeff Backus
Jeffrey Carl Backus (Midland, 21 settembre 1977) è un ex giocatore di football americano statunitense che ha militato nel ruolo di offensive tackle nella National Football League (NFL).

## Carriera
Al college Backus giocò a football a Michigan, venendo premiato come All-American da USA Today e vincendo il campionato NCAA. Fu scelto come 18º assoluto nel Draft NFL 2001 dai Detroit Lions. Dopo la sua prima stagione fu inserito nella formazione ideale dei rookie dalla Pro Football Writers of America. Nel luglio 2006 firmò un nuovo contratto di sei anni del valore di 40 milioni di dollari pe rimanere con i Lions. Il 22 novembre 2012 la striscia di Backus di 186 gare consecutive disputate come titolare si interruppe a causa di un infortunio. Il 14 marzo 2013 annunciò il ritiro.

## Palmarès
- PFWA All-Rookie Team - 2001